# Око (спътникова система)
Вижте пояснителната страница за други значения на Око.
Око е руска система от военни спътници първо поколение за ранно предупреждение. Системата денонощно следи ядрените обекти на САЩ и в случай на война може да засече изстрелване на ракета от всяка точка на страната. В орбита са общо 85 спътника, 4 от които са били изстреляни с ракета Протон, а останалите 81 - с Мълния-М. Последният такъв спътник е изстрелян на 23 октомври 2007. Програмата е стартирана с изстрелването на един прототипен спътник през 1975 и 4 оперативни спътника през 1979. Око е приведена в бойна готовност през 1982. С оглед на разпространението на ракетни технологии и ядрени оръжия е създадена и СРПН-2 Прогноз, която може да наблюдава ракетите на Израел, Иран, Северна Корея, Китай, Индия и Пакистан. Очаква освен Око и (второ поколение система), към руските военни спътници да се добави и нова свръхмодерна система за ранно предупреждение. Първият ѝ сателит ще бъде изстрелян през 2009.